# Vedasto di Arras
Gastone di Arras, o Vedasto, in francese Gaston, in normanno e in piccardo Vaast, in vallone Waast (pronunciare [vɑ]), in fiammingo Vaast, in latino Vedastus, in inglese Foster (Villac, 453 – Arras, 6 febbraio 540), è stato un vescovo francese.
Contribuì a convertire al cristianesimo il re pagano Clodoveo, fu vescovo di Arras e di Cambrai. Svolse intensa opera di rievangelizzazione nella regione del Passo di Calais ed è venerato dalla Chiesa cattolica come santo.

## Biografia
Nacque da una ricca famiglia gallo-romana a Villac in Aquitania (secondo altre fonti a Châlus nel Limosino).
Gastone, attratto da un ideale di vita ascetica, lasciò presto la sua famiglia e la sua ricca eredità e si ritirò a vivere da eremita nei pressi della città di Toul in Lorena. Dopo qualche anno il vescovo di Toul lo ordinò sacerdote.
Si stava già diffondendo in città la fama della sua santità, quando avvenne il suo incontro con il re Clodoveo: il vescovo di Toul, sant'Orso, lo aveva infatti incaricato di cercar di convertire il re. Questi ritornava dalla battaglia di Tolbiac ed era deciso a farsi battezzare. Clodoveo, durante la battaglia che aveva sostenuto contro gli Alemanni, stava per essere sconfitto, quando, ricordandosi delle raccomandazioni che sua moglie Clotilde gli rivolgeva, scongiurandolo di rivolgersi a Cristo nelle difficoltà, aveva detto gridando: «O Gesù Cristo, che Clotilde dice essere Figlio del Dio vivente, ti chiamo in mio aiuto, e se mi darai la vittoria crederò in te e mi farò battezzare». Subito dopo vinse la battaglia. Incontrando quindi Gastone volle essere istruito da lui sulla fede cattolica. Dopo volle andare a Reims, assieme a lui, dal vescovo Remigio, per farsi battezzare. Questo fu un momento molto importante della storia di Francia, perché alla conversione di Clodoveo seguì quella di tutti i suoi guerrieri e il suo popolo.
Quando poi Clodoveo lasciò Reims, affidò Gastone a Remigio, che nel 500 lo ordinò vescovo e lo mandò ad Arras, dove dopo le invasioni degli Unni era sparita ogni traccia di cristianesimo, si mise subito al lavoro per rievangelizzare la regione, compiendo molti miracoli. Guarì molti malati, cambiò l'acqua in vino, liberò molti indemoniati.
La Legenda aurea racconta che appena giunto ad Arras, trovò una chiesa invasa dai rovi, della quale un lupo (o un orso) aveva fatto la sua tana: Gastone ordinò alla bestia di andarsene e di non farsi vedere mai più, e ciò avvenne.
Rispettoso verso gli anziani, affabile verso i giovani, partecipò spesso a banchetti dove predicava la parola di Dio. Un giorno, invitato a un banchetto da un notabile del luogo, un certo Ocino, solo con la preghiera fece rompere tutte le anfore piene di birra con cui i commensali si apprestavano a ubriacarsi e giustificò il fatto dicendo che aveva cacciato i demoni da quelle anfore.
Combatté aspramente la superstizione e la magia cui molti cristiani erano ancora dediti.
San Remigio, vedendo il grande attivismo di Gastone, gli affidò anche la diocesi di Cambrai, che così fu riunita ad Arras fino all'XI secolo.
Dopo circa quarant'anni di episcopato, nel 540, Gastone morì.
Una leggenda racconta che in una gelida notte d'inverno prima che morisse, la gente del posto vide una nuvola scintillante sotto forma di una colonna di fuoco che dalla casa di Gastone saliva al cielo: il fenomeno durò circa due ore. Gastone allora riunì tutti i sacerdoti, diede loro le sue ultime raccomandazioni e morì serenamente. Dopo la sua morte un canto dolcissimo e angelico si avvertì per tutta la casa.

## Culto
Il Martirologio romano fissa la memoria liturgica il 6 febbraio.
Dopo la sua morte, avvennero parecchi prodigi che alimentarono e diffusero il suo culto. Qualche tempo dopo la sua morte un furioso incendio divorò il quartiere di Arras dove si trovava la casa del santo, una donna di nome Abite vide apparire il santo e allontanare le fiamme dalla sua casa.
Nel IX secolo il mare di Bretagna era ricchissimo di pesce e i monasteri vi mandavano i propri pescatori. Un giorno, nell'875 i pescatori del monastero di san Gastone chiesero agli altri il pagamento di un obolo di due soldi. Molti si rifiutarono, ma appena uscirono in mare furono sorpresi da una tempesta che li stava per far affondare, mentre quelli che avevano accettato di versare l'obolo tornarono con le reti colme di pesce. In memoria di questo fatto, i marinai dell'Artois ogni anno offrono un obolo di due soldi al monastero di San Gastone.
Nel Medioevo si rappresentava San Gastone con un orso al guinzaglio. Una tradizione popolare vuole che Gastone abbia visto l'orso aggirarsi fra le rovine di una chiesa di Arras e che gli abbia ordinato di seguirlo, l'orso divenne così il suo compagno fedele.
Viene anche raffigurato assieme a un lupo con un'oca in bocca, perché una volta ordinò a un lupo di lasciarne andare una che aveva rapita, restituendola viva ai proprietari.
Nel X secolo Arras ebbe molti contatti con l'Inghilterra e così il culto di san Gastone vi si diffuse. A Londra vi è la chiesa di Foster Lane, e altre a lui dedicate (sempre con il nome di Foster) nel Lincolnshire e a Norwich.